# Batalla de Viadangos
La batalla de Viadangos o Fontedangos (Fonte de Angos, Villadangos del Páramo)  se libró en el otoño de 1111 entre las fuerzas de Alfonso I de Aragón y los aliados gallegos de su exesposa, Urraca de León, en Villadangos, a unos veinte kilómetros de la ciudad de León. Alfonso obtuvo una aplastante victoria, pero el hijo de Urraca y coogobernante, Alfonso Raimúndez, escapó.

## Antecedentes y maniobras preliminares
Poco después de la Batalla de Candespina, donde Alfonso y su aliado, Enrique de Borgoña, conde de Portugal, habían derrotado a las tropas de Urraca el 26 de octubre, la reina trató de separar a Enrique de su alianza con Alfonso. Se llegó a un acuerdo entre sus representantes, encabezados por Fernando García de Hita, y Enrique en Sepúlveda. Luego, la reina y su nuevo aliado, se retiraron a Palencia, lejos del ejército de Alfonso, para finalizar una partición del reino que habría dado a Enrique una participación mayor de la que Alfonso le había ofrecido. La ciudad fortificada de Zamora y el castillo real en Cea, al norte de Sahagún, tanto en León, se ofreció a Enrique la parte superior de sus posesiones portuguesas, al igual que algunos territorios de Castilla.
Enrique parece haber exigido más colaboración a su causa, sin embargo, Urraca pronto entró en negociaciones secretas con su marido; antes de salir dejó órdenes a sus hombres de entregarle Palencia. Las Crónicas Anónimas de Sahagún lo atribuyen a las ambiciones de Teresa de León, la medio-hermana de Urraca y esposa de Enrique, que codiciaba la realeza y se había unido a su marido en Palencia. A partir de ahí el trío se dividió: Enrique volvió a Zamora para poseerla, mientras Urraca y Teresa fueron primero a Sahagún antes de que la reina se trasladara a su capital, León. Alfonso se movió rápidamente para apoderarse de Palencia (según lo acordado con su esposa), mientras Teresa tomo Sahagún, antes de que él se trasladara a León. Probablemente temerosa de la dominación de su marido, Urraca se refugió en las montañas de Galicia, separada de contacto con sus partidarios, que fueron así dejados inconscientes de la nueva situación.

## Batalla y consecuencias
Fue en esta nueva situación que un ejército organizado por los aliados de Urraca, el conde de Traba Pedro Froilaz y el arzobispo Diego Gelmírez, ignorantemente marchó, con el joven hijo de un matrimonio anterior de Urraca, Alfonso Raimúndez. Es posible que Diego y Pedro tenían la intención de hacer a Alfonso recibir el homenaje de forma conjunta con su madre de los magnates en León. Galicia oriental había estado en manos de Alfonso desde su campaña de 1110, los aliados de Urraca, recapturaron Lugo y, quizás disminuidas sus filas con una guarnición en ese lugar, se trasladaron en el dirección a León. En Villadangos fueron emboscados por Alfonso y los aragoneses. Según la Historia Compostelana no poseían más de 246 caballeros, mientras que Alfonso tenía 660 caballeros con armaduras y 2.000 soldados de a pie provistos con arcos, espadas, palos y otras armas. Pedro Froilaz fue capturado y los pocos que escaparon del cautiverio se refugiaron en Astorga. Entre los muertos había un tal Fernando, identificado erróneamente en la Historia Compostelana con el mencionado Fernando García de Hita.
Diego, cuando la batalla se estaba convirtiendo en una derrota, tomó al joven Alfonso y huyeron in forti Castello Orzilione (quod Castrum est in Castella), uniendo al niño con su madre. El lugar donde Urraca se alojaba y donde Diego llevó a Alfonso probablemente fuera Orcellón en la diócesis de Orense en un distrito conocido como Castela, no en Castilla, ya que el texto parece decirlo. Después de la entrega de Alfonso a Urraca, Diego volvió a Astorga para recuperar a los heridos y a los demás y guiarlos de regreso a Santiago de Compostela, de donde habían partido.